# Enea signicosta
Enea signicosta là một loài bướm đêm trong họ Noctuidae.